# アンドリュー・マカロック
アンドリュー・マカロック（Andrew McCulloch、1945年11月19日 - ）は、イングランド出身の元ロック・ドラマーである。1980年以後は、ヨット指導者（ヨットマスター）およびセーリング競技指導者、実業家。

## 概略
マカロックは1945年、当時はハンプシャー州の自治体だったボーンマスにて生まれた。父親が海洋エンジニアだったため、6歳の時からカナダ、香港、日本など海外で過ごした。帰国後の1962年頃からはインディゴズ等バンド活動とボート競技に熱中していたが、1968年8月シャイ・リムズ（Shy Limbs）を結成。彼等は秋にはレコーディングし、翌年1969年5月9日にレコード・デビュー。ロンドンの様々なクラブで活動している時に、マカロックはロバート・フリップやグレッグ・レイクと知り合い、レイクは2作目のシングルの録音に参加した。
1970年、当時彼に邸宅の一室を貸していたキース・エマーソンからの紹介で、キング・クリムゾンにマイケル・ジャイルズの後任として加入して、サード・アルバム『リザード』の制作に参加した。マカロックはフリップとレイクが在籍していたキング・クリムゾンが1969年にデビューした時から彼等を知っており、ジャイルズのファンでもあった。キング・クリムゾンは『リザード』の制作を終えた後、ライブ活動のリハーサルを開始したが、その初日の11月2日、ボーカリスト兼ベーシストのゴードン・ハスケルがリーダーのフリップと衝突して脱退した。その結果、1971年1月から予定されていたライブ活動が中止になったため、マカロックも離脱した。
彼はフリップの紹介でアーサー・ブラウンズ・キングダム・カムに移籍したが、イタリア公演の後はリハーサルだけでほとんど活動がなかった。再びフリップからレア・バードを脱退したグラハム・フィールド（キーボード）を紹介され、1960年代末のルーム・メイトだったアラン・バリー（ベース、ギター、ボーカル）を誘って、３人で1971年秋にキーボード・トリオのフィールズを結成した。彼等はアルバム1作を発表して、1972年に解散した。
1972年秋、コロシアムのキーボーディストだったデイヴ・グリーンスレイドらとツイン・キーボード・バンドのグリーンスレイドを結成。彼等はスタジオ・アルバムを4作発表したのち、1976年に解散した。
その後、ツアーケース販売業を行う傍らピーター・バンクス、ダンカン・マッケイ、アンソニー・フィリップスらとのセッション活動を行なったが、ほどなく音楽業界を去った。
1980年に英国王立ヨット協会指導者（RYA ヨットマスター）の資格を取得し、以後、ロンドンでヨット指導者として活動。五輪候補者のコーチングもしており、夏季にはトルコ周辺海域でマカロック・トラベル社観光ヨット船の船長も行っていた。
2018年1月、ロンドン・ボート・ショーで久しぶりにトーク・ショーに登壇。元ロック・ドラマーと紹介された。

## ディスコグラフィ

### 正式メンバーとしての活動
シャイ・リムズ
- "Reputation / Love" (1969年) ※シングル（B面にロバート・フリップとグレッグ・レイクが参加）
- "Lady In Black / Trick Or Two" (1969年) ※シングル

キング・クリムゾン
- 『リザード』 - Lizard (1970年)

フィールズ
- 『フィールズ』 - Fields (1971年)
- Contrasts: Urban Roar To Country Peace (2015年) ※1972年制作で未発表だったセカンド・アルバム。

グリーンスレイド
- 『グリーンスレイド』 - Greenslade (1973年)
- 『ベッドサイド・マナーズ・アー・エクストラ』 - Bedside Manners Are Extra (1973年)
- 『スパイグラス・ゲスト』 - Spyglass Guest (1974年)
- 『タイム&タイド』 - Time And Tide (1975年)
- 『ライヴ’73-’75』 - Live 1973-1975 (1999年)
- 『ライヴ・イン・ストックホルム 1975』 - Live In Stockholm March 10, 1975 (2013年)

### セッション活動
マンフレッド・マン・チャプター・スリー
- 『ボリューム・ツゥー』 - Volume Two (1970年) ※「It's Good To Be Alive」のみ演奏

ディーク・レオナルド
- "Diamond Road / Turning In Circles" (1973年) ※シングル

ランゾン＆ハズバンド
- Nostalgia (1975年) ※「Ecstasy Express」のみ演奏

ギター・ワークショップ（オムニバス）
- 『ギター・ワークショップ 第2集』 - Volume Two (1976年) ※元イエスのピーター・バンクス演奏の2曲のみ参加

ダンカン・マッケイ
- 『スコアー』 - Score (1977年)

アンソニー・フィリップス
- 『プライヴェイト・パーツ・アンド・ピーセズII（バック・トゥ・パヴィリオン）』 - Private Parts & Pieces II: Back To The Pavilion (1980年)

ロンドン・フィルハーモニック・オーケストラ
- Opus One (1980年)

レイ・ベネット
- Angels & Ghosts (2001年) ※元フラッシュのメンバーとの1975年、1976年演奏2曲のみ。